# Just Dance 4
Just Dance 4 är ett dansspel utvecklad av Ubisoft, den släpptes 2012 till Wii, Xbox 360, Playstation 3 och Wii U.

## Spelupplägg

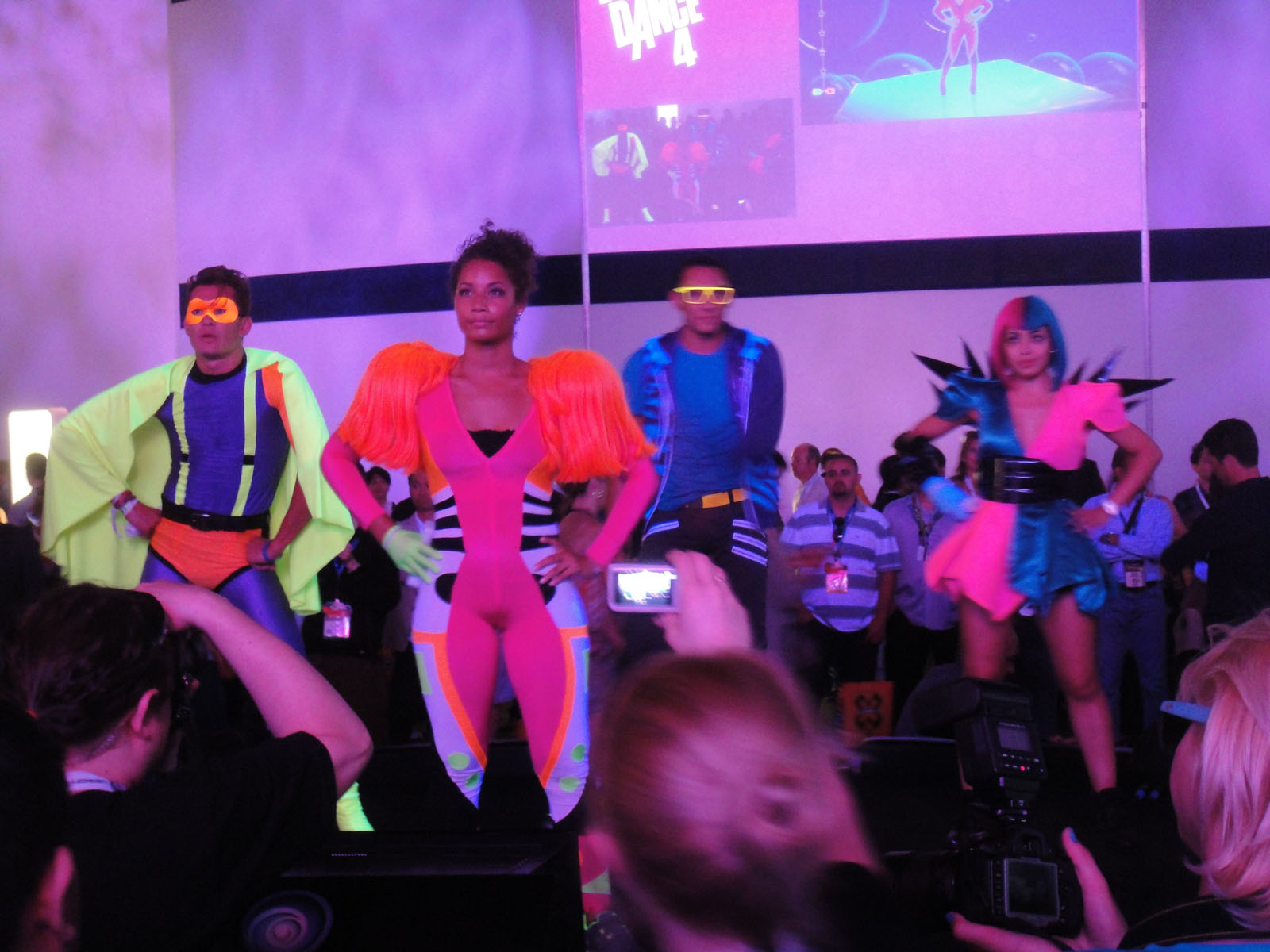
Personer utklädda till dansare från spelet

Spelupplägget är som i föregångarna där spelaren utför rörelser som dansaren i spelet, följande funktioner finns i spelet:
- Alternate Routines: Låtar med alternativa rutiner som kan låsas upp via spelupplägg.
- Just Sweat: Spelarläget har utökat till skillnad från föregångarna, spelaren kan skapa egna träningspass.
- Battle Mode: Två dansare från två olika låtar spelar mot varandra.
- Dance Mash-Up: Blandning av olika dansare medverkar.
- Puppet Master: Exklusiv spelarläge till Wii U, en spelare tar kontrollen som Puppet Master som ändrar koreografi genom att styra GamePad.

## Låtar
Spelet innehåller 50 låtar.
| Sång                                           | Artist                                                    | Svårighetsgrad | År   | Spelarläge | Dansare |
| ---------------------------------------------- | --------------------------------------------------------- | -------------- | ---- | ---------- | ------- |
| "(I've Had) The Time of My Life"               | Bill Medley och Jennifer Warnes                           | 3              | 1987 | Duett      | ♀/♂     |
| "Ain't No Other Man"*/(W)                      | Christina Aguilera (The Girly Team)                       | 2              | 2006 | Solo       | ♀       |
| "Asereje (The Ketchup Sång)"                   | Las Ketchup                                               | 1              | 2002 | Duett      | ♀/♀     |
| "Beauty and a Beat"                            | Justin Bieber med Nicki Minaj                             | 3              | 2012 | Solo       | ♂       |
| "Beware of the Boys (Mundian To Bach Ke)"      | Panjabi MC                                                | 2              | 1998 | Dance Crew | ♀/♀/♀/♀ |
| "Brand New Start" (C)                          | Anja                                                      | 2              | 2012 | Solo       | ♀       |
| "Call Me Maybe"                                | Carly Rae Jepsen                                          | 1              | 2012 | Solo       | ♀       |
| "Can't Take My Eyes Off You" (JWiiU)           | Boys Town Gang                                            | 1              | 1982 | Duett      | ♀/♀     |
| "Cercavo amore" (P)                            | Emma Marrone                                              | 3              | 2012 | Solo       | ♀       |
| "Crazy Little Thing"                           | Anja                                                      | 3              | 2012 | Solo       | ♀       |
| "Crucified"                                    | Army of Lovers                                            | 3              | 1991 | Dance Crew | ♀/♂/♀/♂ |
| "Diggin' in the Dirt" (P)                      | Stefanie Heinzmann                                        | 2              | 2012 | Solo       | ♀       |
| "Disturbia"                                    | Rihanna                                                   | 3              | 2008 | Solo       | ♀       |
| "Domino" (W)                                   | Jessie J                                                  | 1              | 2011 | Solo       | ♀       |
| "Everybody Needs Somebody to Love"*            | The Blues Brothers (Dancing Bros.)                        | 2              | 1980 | Duet       | ♂/♂     |
| "Good Feeling"                                 | Flo Rida                                                  | 2              | 2011 | Solo       | ♂       |
| "Good Girl" (ND)                               | Carrie Underwood                                          | 1              | 2012 | Solo       | ♀       |
| "Hit 'Em Up Style (Oops!)"                     | Blu Cantrell                                              | 1              | 2001 | Solo       | ♀       |
| "Hot For Me"                                   | A.K.A                                                     | 2              | 2012 | Solo       | ♀       |
| "I Like It Like That"                          | The Blackout Allstars                                     | 3              | 1994 | Duett      | ♀/♂     |
| "Istanbul (Not Constantinople)" (K2)           | They Might Be Giants                                      | 1              | 1990 | Dance Crew | ♂/♀/♂/♂ |
| "Jailhouse Rock"                               | Elvis Presley                                             | 1              | 1957 | Dance Crew | ♂/♀/♂/♀ |
| "Livin' la Vida Loca" (JWiiU)                  | Ricky Martin                                              | 3 [Easy]       | 1999 | Solo       | ♂       |
| "Love You Like A Love Song"                    | Selena Gomez & the Scene                                  | 1              | 2011 | Solo       | ♀       |
| "Maneater"                                     | Nelly Furtado                                             | 2              | 2006 | Solo       | ♀       |
| "Make the Party (Don't Stop)" (E)              | Bunny Beatz                                               | 2              | 2012 | Solo       | ♂       |
| "Mas Que Nada"                                 | Sérgio Mendes feat. The Black Eyed Peas                   | 1              | 2006 | Solo       | ♀       |
| "Moves Like Jagger" (JWiiU)                    | Maroon 5 med Christina Aguilera                           | 2              | 2011 | Solo       | ♂       |
| "Mr. Saxobeat"                                 | Alexandra Stan                                            | 1              | 2011 | Solo       | ♀       |
| "Never Gonna Give You Up"                      | Rick Astley                                               | 1              | 1987 | Solo       | ♂       |
| "Oh No!"                                       | Marina and the Diamonds                                   | 3              | 2010 | Solo       | ♀       |
| "On The Floor"                                 | Jennifer Lopez med Pitbull                                | 1              | 2011 | Solo       | ♀       |
| "Oops!... I Did It Again"*                     | Britney Spears (The Girly Team)                           | 2              | 2000 | Dance Crew | ♀/♀/♀/♀ |
| "Rock n' Roll (Will Take You to the Mountain)" | Skrillex                                                  | 2              | 2010 | Solo       | ♂       |
| "Rock Lobster"                                 | The B-52's                                                | 2              | 1980 | Duett      | ♀/♂     |
| "Run The Show"                                 | Kat DeLuna feat. Busta Rhymes                             | 3              | 2008 | Duett      | ♀/♀     |
| "So What" (D)                                  | Pink                                                      | 1              | 2008 | Solo       | ♀       |
| "Some Catchin' Up to Do"                       | Sammy                                                     | 1              | 2012 | Solo       | ♀       |
| "Super Bass"                                   | Nicki Minaj                                               | 3              | 2011 | Solo       | ♀       |
| "Superstition" (JWiiU)                         | Stevie Wonder                                             | 1 [Medium]     | 1972 | Solo       | ♂       |
| "The Final Countdown" (D)/(JWiiU)              | Europe                                                    | 3 [Medium]     | 1986 | Duett      | ♂/♂     |
| "The Time Warp"*/(DOB)                         | Cast of The Rocky Horror Picture Show (Halloween Thrills) | 3              | 1975 | Dance Crew | ♂/♀/♀/♂ |
| "Tribal Dance"                                 | 2 Unlimited                                               | 3              | 1993 | Duett      | ♀/♂     |
| "Umbrella" (S)                                 | Rihanna                                                   | 1              | 2007 | Solo       | ♀       |
| "Want U Back" (WD)                             | Cher Lloyd feat. Astro                                    | 1              | 2012 | Solo       | ♀       |
| "We No Speak Americano"*                       | Yolanda Be Cool och DCUP (Hit the Electro Beat)           | 2              | 2010 | Solo       | ♂       |
| "What Makes You Beautiful" (D)/(JWiiU)         | One Direction                                             | 1              | 2011 | Dance Crew | ♂/♂/♂/♂ |
| "Wild Wild West"                               | Will Smith                                                | 3              | 1999 | Dance Crew | ♀/♂/♀/♂ |
| "You Make Me Feel..." (CD)                     | Cobra Starship med Sabi                                   | 2              | 2011 | Solo       | ♀       |
| "You're the First, the Last, My Everything"    | Barry White                                               | 1              | 1974 | Dance Crew | ♂/♂/♂/♂ |

- En "*" visar att sången är en cover-version, inte originalet.
- Ett "(ND)" visar att sången är en exklusiv i NTSC-regionen (Nordamerika), men är en DLC i PAL-regionen (Europa) av spelet.
- Ett "(P)" visar att sången är exklusiv i PAL-regionen (Europa).
- Ett "(C)" visar att sången kan låsas upp o i NTSC-U- (Nordamerika) Wii och Kinect-versionerna av spelet genom att använda alfanumeriska koder som hittas i Cheetos-paket.
- Ett "(CD)" visar att sången kan bli upplåst i the NTSC-U- (Nordamarika) Wii- och Kinect-versionerna av spelet genom att använda alfanumerisk kod som kan hittas i Cheetos-paket, men är även en DLC för en som är inte upplåsta av Cheetos-koden.
- Ett "(W)" visar att sången är exklusiv till Wii U.
- Ett "(WD)" visar att sången är exklusiv till Wii U, men är tillgängligt som DLC till andra plattformar.
- Ett "(D)" visar att sången är även en demo i demo-versionen av spelet (endast Xbox 360).
- Ett "(E)" visar att sången är endast tillgängligt till Xbox 360-, PlayStation 3- och Wii U-versions i NTSC-regionerna och neddladdningsbara till Wii i denna region, men för alla platformar i PAL-regionen.
- Ett "(S)" visar att sången är endast tillgängligt i specialupplagan till the Wii i PAL-regionen, men är inkluderat in huvudlistan till resten av platformarna, inkluderar Wii-version till NTSC-regionen.
- Ett "(K2)" visar att sången är finns med i Just Dance Kids 2.
- Ett "(DOB)" visar att sången är finns med i  Dance on Broadway.
- Ett "(JWiiU)" visar att sången är finns med i Just Dance Wii U.
- Svårighetsgrads-nivån i dessa hakparentes "[ ]" visar att sångens nivå (JWiiU).
- "()" parentes visar cover-artisten av sången.

### Alternate Routines
| Sång                                | Artist                        | Svårighetsgrad | År   | Spelarläge            | Dansare                  |
| ----------------------------------- | ----------------------------- | -------------- | ---- | --------------------- | ------------------------ |
| "Call Me Maybe" (U)                 | Carly Rae Jepsen              | 3              | 2012 | Alternate Mode/Solo   | ♀* (Call Me Maybe)       |
| "Can't Take My Eyes Off You"        | Boys Town Gang                | 3              | 1982 | Alternate Mode/Solo   | ♂* (The Final Countdown) |
| "Everybody Needs Somebody to Love"* | The Blues Brothers            | 1              | 1980 | Hold My Hand          | ♂/♀/♂/♀/♂                |
| "Good Feeling"                      | Flo Rida                      | 4              | 2011 | Extreme Version/Solo  | ♂                        |
| "Jailhouse Rock"                    | Elvis Presley                 | 3              | 1957 | Line Dance            | ♀/♂/♀                    |
| "Run The Show"                      | Kat DeLuna feat. Busta Rhymes | 4              | 2008 | Extreme Version/Solo  | ♀                        |
| "Tribal Dance"                      | 2 Unlimited                   | 1              | 1993 | With a Katana/Solo    | ♂* (Tribal Dance)        |
| "Umbrella"                          | Rihanna                       | 2              | 2007 | With an Umbrella/Solo | ♀* (Umbrella)            |
| "What Makes You Beautiful"          | One Direction                 | 4              | 2011 | Extreme Version/Solo  | ♀                        |
| "Wild Wild West"                    | Will Smith                    | 4              | 1999 | Extreme Version/Solo  | ♂                        |

- En "*" visar att sången är en cover-version, inte originalet.
- Extreme Versions av sångerna anger svårighetsgraden 4 (skriven som "****!" i spelet).
- Hold My Hand är endast tillgänglig till Wii, Wii U, och PlayStation Move.
- Line Dance är endast tillgängligt till Wii U, Xbox 360 Kinect, och PlayStation Move.
- En "(U)" visar att denna dans är upplåst spela Wii-versionen av spelet men är upplåst i Xbox 360 Kinect, PlayStation Move, och Wii U av pris från Uplay.
- En "♀*" och/eller "♂*" visar att dansaren är en återkommande dansare.
- En "()" visar sången vad dansaren kommer från.

## Just Sweat Mode
| Workout                   | Genre                                        | +10 min level      | +25 min level      | +45 min level      | Dansare |
| ------------------------- | -------------------------------------------- | ------------------ | ------------------ | ------------------ | ------- |
| Aerobics in Space         | Dynamic Fitness Steps \ 80's Pop Music       | Moon Cruise        | Solar Trip         | Galactic Journey   | ♀       |
| Sweat Around The World    | Latin Dance Practice \ World Music           | Garden Steps       | Forest Dance       | Jungle Adventure   | ♀       |
| Electro Body Combat       | Cardio Fighting Exercise \ Electro Music     | Amateur Match      | Pro Competition    | World Championship | ♂       |
| Cheerleaders Boot Camp    | Extreme Training \ Punk Rock Music           | Garage Rehearsal   | Club Concert       | Stadium Show       | ♀       |
| Swinging 60's Workout (U) | Funny Health Conditioning \ Classy Pop Music | Breakfast Practice | Tea Party Training | Flower Power Party | ♂       |

- Ett (U) visar att denna workout (träningspass) är låst, för att låsa upp den spelar man minispelet Wheel of Gifts.

Efter träningspasset, dansar spelarna till slumpmässiga solosånger beroende på hur man utfört träningspasset (Intense or Cool). De spelbara sångerna är följande:
| Sång                                                        | Artist                                | Svårighetsgrad | År   | Intensitet | Dansare         |
| ----------------------------------------------------------- | ------------------------------------- | -------------- | ---- | ---------- | --------------- |
| "Ain't No Other Man"*/(W)                                   | Christina Aguilera                    | 2              | 2006 | Cool       | ♀               |
| "Asereje (The Ketchup Song)" (Dance Mash-Up) (W)            | Las Ketchup                           | 2              | 2002 | Cool       | (olika)         |
| "Beauty and a Beat"                                         | Justin Bieber med Nicki Minaj         | 3              | 2012 | Cool       | ♂               |
| "Beauty and a Beat" (Dance Mash-Up)                         | Justin Bieber med Nicki Minaj         | 2              | 2012 | Cool       | ♂ → (olika)     |
| "Call Me Maybe"                                             | Carly Rae Jepsen                      | 1              | 2012 | Cool       | ♀               |
| "Call Me Maybe" (Alternate Mode)                            | Carly Rae Jepsen                      | 3              | 2012 | Cool       | ♀               |
| "Call Me Maybe" (Dance Mash-Up)                             | Carly Rae Jepsen                      | 1              | 2012 | Cool       | ♀ → (olika)     |
| "Can't Take My Eyes Off You" (Dance Mash-Up) (W)            | Boys Town Gang                        | 1              | 1982 | Intense    | (olika)+♂       |
| "Can't Take My Eyes Off You" (Alternate Mode)               | Boys Town Gang                        | 3              | 1982 | Intense    | ♂               |
| "Disturbia"                                                 | Rihanna                               | 3              | 2008 | Intense    | ♀               |
| "Disturbia" (Dance Mash-Up)                                 | Rihanna                               | 3              | 2008 | Intense    | ♀ → (olika)     |
| "Domino" (W)                                                | Jessie J                              | 1              | 2011 | Intense    | ♀               |
| "Good Feeling"                                              | Flo Rida                              | 2              | 2011 | Cool       | ♂               |
| "Good Feeling" (Dance Mash-Up)                              | Flo Rida                              | 1              | 2011 | Intense    | ♂ → (olika)     |
| "Good Feeling" (Extreme Version)                            | Flo Rida                              | 4              | 2011 | Intense    | ♂               |
| "Hot For Me"                                                | A.K.A.                                | 2              | 2012 | Intense    | ♀               |
| "Love You Like A Love Song"                                 | Selena Gomez & The Scene              | 1              | 2011 | Cool       | ♀               |
| "Livin' La Vida Loca"                                       | Ricky Martin                          | 3              | 1999 | Intense    | ♂               |
| "Livin' La Vida Loca" (Dance Mash-Up)                       | Ricky Martin                          | 3              | 1999 | Intense    | ♂ → (olika)     |
| "Maneater"                                                  | Nelly Furtado                         | 2              | 2006 | Cool       | ♀               |
| "Mas Que Nada"                                              | Sérgio Mendes med The Black Eyed Peas | 1              | 2006 | Cool       | ♀               |
| "Moves Like Jagger"                                         | Maroon 5 med Christina Aguilera       | 2              | 2011 | Intense    | ♂               |
| "Moves Like Jagger" (Dance Mash-Up)                         | Maroon 5 med Christina Aguilera       | 2              | 2011 | Cool       | ♂ → (olika) → ♂ |
| "Mr. Saxobeat"                                              | Alexandra Stan                        | 1              | 2011 | Intense    | ♀               |
| "Never Gonna Give You Up"                                   | Rick Astley                           | 1              | 1988 | Cool       | ♂               |
| "On The Floor"                                              | Jennifer Lopez med Pitbull            | 1              | 2011 | Intense    | ♀               |
| "Oh No!"                                                    | Marina and the Diamonds               | 3              | 2010 | Intense    | ♀               |
| "Oh No!" (Dance Mash-Up)                                    | Marina och the Diamonds               | 2              | 2010 | Cool       | ♀ → (olika)     |
| "Rock Lobster" (Dance Mash-Up)                              | The B-52's                            | 3              | 1980 | Intense    | (olika)         |
| "Run The Show" (Extreme Version)                            | Kat DeLuna med Busta Rhymes           | 4              | 2008 | Intense    | ♀               |
| "So What"                                                   | Pink                                  | 1              | 2008 | Intense    | ♀               |
| "Some Catchin' Up to Do"                                    | Sammy                                 | 1              | 2012 | Intense    | ♀               |
| "Super Bass"                                                | Nicki Minaj                           | 3              | 2011 | Intense    | ♀               |
| "Tribal Dance" (Dance Mash-Up) (PW)                         | 2 Unlimited                           | 3              | 1993 | Intense    | ♂ → (olika)     |
| "Want U Back" (W)                                           | Cher Lloyd med Astro                  | 1              | 2012 | Cool       | ♀               |
| "We No Speak Americano"*                                    | Yolanda Be Cool och DCUP              | 2              | 2010 | Intense    | ♂               |
| "What Makes You Beautiful"                                  | One Direction                         | 1              | 2011 | Cool       | (olika)+♀       |
| "What Makes You Beautiful" (Extreme Version)                | One Direction                         | 1              | 2011 | Intense    | ♀               |
| "Wild Wild West" (Dance Mash-Up) (PW)                       | Will Smith                            | 1              | 1999 | Intense    | ♂ → (olika)     |
| "You're the First, the Last, My Everything" (Dance Mash-Up) | Barry White                           | 3              | 1974 | Intense    | (olika)         |

- En "*" visar att sången är en cover-version inte originalet.
- Ett (PW) visar att sången är exklusiv till PlayStation 3 och Wii U.
- Ett (W) visar att sången är exklusiv till Wii U.

## Battle Mode
| Sång                                                                     | Artister                                           | Svårighetsgrad | År                          | Dansare  |
| ------------------------------------------------------------------------ | -------------------------------------------------- | -------------- | --------------------------- | -------- |
| "Moves like Jagger" VS. "Never Gonna Give You Up"                        | Maroon 5 med Christina Aguilera VS. Rick Astley    | 2              | 2011 V.S. 1988              | ♂ V.S. ♂ |
| "Beauty and a Beat" VS. "Call Me Maybe"                                  | Justin Bieber med Nicki Minaj VS. Carly Rae Jepsen | 1              | Båda sånger släpptes 2012   | ♂ V.S. ♀ |
| "Super Bass" VS. "Love You Like A Love Song"                             | Nicki Minaj VS. Selena Gomez & the Scene           | 3              | Båda sångerna släpptes 2011 | ♀ V.S. ♀ |
| "Rock n' Roll (Will Take You to the Mountain)" VS. "Livin' la Vida Loca" | Skrillex VS. Ricky Martin                          | 1              | 2010 V.S. 1999              | ♂ V.S. ♂ |
| "Tribal Dance" VS. "Rock Lobster"                                        | 2 Unlimited VS. The B-52's                         | 2              | 1993 V.S. 1980              | ♀ V.S. ♂ |

- Notis: Rock n' Roll (Will Take You to the Mountain) VS. Livin' la Vida Loca är  med från starten i Wii U-versionen.

## Dance Mash-Up Mode
| Sång                                           | Artist                                | Svårighetsgrad | År   |
| ---------------------------------------------- | ------------------------------------- | -------------- | ---- |
| "(I've Had) The Time of My Life" (PW)          | Bill Medley och Jennifer Warnes       | 1              | 1987 |
| "Ain't No Other Man"* (W)                      | Christina Aguilera                    | 2              | 2006 |
| "Asereje (The Ketchup Song)" (W)               | Las Ketchup                           | 2              | 2002 |
| "Beauty and a Beat"                            | Justin Bieber med Nicki Minaj         | 2              | 2012 |
| "Beware of the Boys (Mundian to Bach Ke)"      | Panjabi MC                            | 2              | 1998 |
| "Call Me Maybe"                                | Carly Rae Jepsen                      | 1              | 2012 |
| "Can't Take My Eyes Off You" (W)               | Boys Town Gang                        | 1              | 1982 |
| "Crucified" (PW)                               | Army of Lovers                        | 1              | 1991 |
| "Disturbia"                                    | Rihanna                               | 3              | 2008 |
| "Good Feeling" (U)                             | Flo Rida                              | 1              | 2011 |
| "Hit 'Em Up Style (Oops!)" (W)                 | Blu Cantrell                          | 1              | 2001 |
| "I Like It" (W)                                | The Blackout All-Stars                | 2              | 1994 |
| "Jailhouse Rock" (PW)                          | Elvis Presley                         | 3              | 1957 |
| "Livin' la Vida Loca" (PW)                     | Ricky Martin                          | 3              | 1999 |
| "Love You Like A Love Song" (PW)               | Selena Gomez & the Scene              | 1              | 2011 |
| "Maneater" (PW)                                | Nelly Furtado                         | 2              | 2006 |
| "Mas Que Nada" (PW)                            | Sérgio Mendes med The Black Eyed Peas | 1              | 1968 |
| "Moves Like Jagger"                            | Maroon 5 med Christina Aguilera       | 1              | 2010 |
| "Mr. Saxobeat" (W)                             | Alexandra Stan                        | 1              | 2011 |
| "Never Gonna Give You Up" (W)                  | Rick Astley                           | 2              | 1988 |
| "Oh No!"                                       | Marina and the Diamonds               | 2              | 2010 |
| "Oops!... I Did It Again"*                     | Britney Spears                        | 3              | 2000 |
| "Rock n' Roll (Will Take You to the Mountain)" | Skrillex                              | 2              | 2010 |
| "Rock Lobster"                                 | The B-52's                            | 3              | 1980 |
| "Run The Show" (PW)                            | Kat DeLuna med Busta Rhymes           | 2              | 2008 |
| "So What" (PW)                                 | Pink                                  | 2              | 2008 |
| "Super Bass" (PW)                              | Nicki Minaj                           | 2              | 2011 |
| "The Final Countdown" (W)                      | Europe                                | 3              | 1986 |
| "Tribal Dance" (PW)                            | 2 Unlimited                           | 3              | 1993 |
| "We No Speak Americano"* (W)                   | Yolanda Be Cool och DCUP              | 1              | 2010 |
| "What Makes You Beautiful"                     | One Direction                         | 2              | 2011 |
| "Wild Wild West" (PW)                          | Will Smith                            | 1              | 1999 |
| "You're the First, the Last, My Everything"    | Barry White                           | 3              | 1974 |

- En "*" visar att sången är en cover-version, inte originalet.
- A (PW) visar att sången är exklusiv i PlayStation Move och Wii U exclusive.
- A (W) visar att sången är exklusiv till Wii U.
- A (U) visar att sången är upplåst genom  att spela i Wii-versionen av spelet men är upplåst i Xbox 360 Kinect, PlayStation Move och Wii U av ett pris av Uplay.

## Puppet Master Mode
| Song                                           | Artist                                | Year |
| ---------------------------------------------- | ------------------------------------- | ---- |
| "Ain't No Other Man"*                          | Christina Aguilera                    | 2006 |
| "Beauty and a Beat"                            | Justin Bieber med Nicki Minaj         | 2012 |
| "Call Me Maybe"                                | Carly Rae Jepsen                      | 2011 |
| "Disturbia"                                    | Rihanna                               | 2008 |
| "Good Feeling"                                 | Flo Rida                              | 2011 |
| "Love You Like A Love Song"                    | Selena Gomez & The Scene              | 2011 |
| "Maneater"                                     | Nelly Furtado                         | 2006 |
| "Mas Que Nada"                                 | Sérgio Mendes med The Black Eyed Peas | 2006 |
| "Moves Like Jagger"                            | Maroon 5 med Christina Aguilera       | 2011 |
| "Mr. Saxobeat"                                 | Alexandra Stan                        | 2011 |
| "Never Gonna Give You Up"                      | Rick Astley                           | 1988 |
| "Oh No!"                                       | Marina and the Diamonds               | 2010 |
| "Rock n' Roll (Will Take You to the Mountain)" | Skrillex                              | 2010 |
| "So What"                                      | Pink                                  | 2008 |
| "Super Bass"                                   | Nicki Minaj                           | 2011 |
| "We No Speak Americano"*                       | Yolanda Be Cool och DCUP              | 2010 |
| "What Makes You Beautiful"                     | One Direction                         | 2011 |

- En "*" visar att sången är en cover-version, inte originalet.

## Nedladdningsbart innehåll

### Wii
| Sång                                | Artist                               | Svårighetsgrad | År   | Spelarläge | Dansare | Releasedatum                                      | Pris           |
| ----------------------------------- | ------------------------------------ | -------------- | ---- | ---------- | ------- | ------------------------------------------------- | -------------- |
| "Part of Me" (2014D)/(JWiiU)        | Katy Perry                           | 4 [Medium]     | 2012 | Solo       | ♀       | 9 oktober 2012                                    | 300 Wii Points |
| You Make Me Feel..."                | Cobra Starship med Sabi              | 2              | 2011 | Solo       | ♀       | 21 november 2012 (PAL), 22 januari 22 2013 (NTSC) | 300 Wii Points |
| "Gangnam Style" (2014D)/(JWiiU)     | PSY                                  | 3              | 2012 | Duet       | ♂/♀-♂-♀ | 21 november 2012                                  | 300 Wii Points |
| "Funhouse"(2014D)                   | Pink                                 | 3              | 2009 | Solo       | ♀       | 21 november 2012                                  | 300 Wii Points |
| "Make The Party (Don't Stop)" (N)   | Bunny Beatz                          | 2              | 2012 | Solo       | ♂       | 21 november 2012                                  | 300 Wii Points |
| "Dagomba" (2)/(3D)/(BG)/(J)         | Sorcerer                             | 2              | 2003 | Solo       | ♂       | 21 november 2012                                  | 300 Wii Points |
| "One Thing" (K2014)                 | One Direction                        | 1              | 2012 | Duet       | ♀/♂     | 11 december 2012                                  | 300 Wii Points |
| "Heavy Cross"                       | Gossip                               | 2              | 2009 | Solo       | ♀       | 11 december 2012                                  | 300 Wii Points |
| "Hit the Lights" (K2014)            | Selena Gomez & The Scene             | 2              | 2012 | Solo       | ♀       | 11 december 2012                                  | 300 Wii Points |
| "So Glamorous"                      | The Girly Team                       | 2              | 2012 | Solo       | ♀       | 11 december 2012                                  | 300 Wii Points |
| "Good Girl" (P)                     | Carrie Underwood                     | 1              | 2012 | Solo       | ♀       | 18 december 2012                                  | 300 Wii Points |
| "Want U Back"                       | Cher Lloyd med Astro                 | 1              | 2012 | Solo       | ♀       | 11 december 2012                                  | 300 Wii Points |
| "We R Who We R"                     | Ke$ha                                | 2              | 2010 | Solo       | ♀       | 22 januari 2013                                   | 300 Wii Points |
| "Oath"                              | Cher Lloyd feat. Becky G             | 2              | 2012 | Duet       | ♀/♀     | 22 januari 2013                                   | 300 Wii Points |
| "Boom"*/(3)                         | MC Magico och Alex Wilson            | 2              | 2005 | Solo       | ♀       | 22 januari 2013                                   | 300 Wii Points |
| "The Lazy Song" (2014D)             | Bruno Mars                           | 1              | 2010 | Solo       | ♂       | 5 mars 2013                                       | 300 Wii Points |
| "Gold Dust"                         | DJ Fresh                             | 2              | 2010 | Solo       | ♂       | 5 mars 2013                                       | 300 Wii Points |
| "Professor Pumplestickle" (2D)/(3D) | Nick Phoenix och Thomas J. Bergersen | 3              | 2006 | Duet       | ♂/♂     | 5 mars 2013                                       | 300 Wii Points |
| "Die Young" (2014D                  | Ke$ha                                | 3              | 2012 | Duet       | ♀/♀     | 2 april 2013                                      | 300 Wii Points |
| "Primadonna"                        | Marina and the Diamonds              | 2              | 2012 | Solo       | ♀       | 2 april 2013                                      | 300 Wii Points |
| "Baby Girl" (2)/(3D)/(BG)           | Reggaeton                            | 2              | 2003 | Solo       | ♂       | 2 april 2013                                      | 300 Wii Points |

- En "*" visar att sången är en cover-version, inte originalet.
- En "(P)" visar att sången är endast tillgänglit för nedladdning i PAL-regionerna.
- En "(H)" visar att sången är även med i The Hip Hop Dance Experience.
- En "(JWiiU)" visar att sången är även med i Just Dance Wii U.
- En "(4)" visar att sången är även med i Just Dance 4.
- En "(4D)" visar att sången was även ett DLC i Just Dance 4.
- En "♀**" och/eller "♂**" visar att dansaren/dansarna är en återkommande dansare, men har andra kläder.
- Svårighetsgrads-nivån i dessa hakparentes "[ ]" visar sångens nivå (JWiiU).

### Xbox 360
| Sång                                | Artist                               | Svårighetsgrad | År   | Spelarläge | Dansare | Releasedatum                                   | Pris           |
| ----------------------------------- | ------------------------------------ | -------------- | ---- | ---------- | ------- | ---------------------------------------------- | -------------- |
| "Part of Me" (2014D)/(JWiiU)        | Katy Perry                           | 4 [Medium]     | 2012 | Solo       | ♀       | 9 oktober 2012                                 | 300 Wii Points |
| You Make Me Feel..."                | Cobra Starship feat. Sabi            | 2              | 2011 | Solo       | ♀       | 21 november 2012 (PAL), 22 januari 2013 (NTSC) | 300 Wii Points |
| "Gangnam Style" (2014D)/(JWiiU)     | PSY                                  | 3              | 2012 | Duet       | ♂/♀-♂-♀ | 21 november 2012                               | 300 Wii Points |
| "Funhouse"(2014D)                   | Pink                                 | 3              | 2009 | Solo       | ♀       | 21 november 2012                               | 300 Wii Points |
| "Make The Party (Don't Stop)" (N)   | Bunny Beatz                          | 2              | 2012 | Solo       | ♂       | 21 november 2012                               | 300 Wii Points |
| "Dagomba" (2)/(3D)/(BG)/(J)         | Sorcerer                             | 2              | 2003 | Solo       | ♂       | 21 november 2012                               | 300 Wii Points |
| "One Thing" (K2014)                 | One Direction                        | 1              | 2012 | Duet       | ♀/♂     | 11 december 2012                               | 300 Wii Points |
| "Heavy Cross"                       | Gossip                               | 2              | 2009 | Solo       | ♀       | 11 december 2012                               | 300 Wii Points |
| "Hit the Lights" (K2014)            | Selena Gomez & The Scene             | 2              | 2012 | Solo       | ♀       | 11 december 2012                               | 300 Wii Points |
| "So Glamorous"                      | The Girly Team                       | 2              | 2012 | Solo       | ♀       | 11 december 2012                               | 300 Wii Points |
| "Good Girl" (P)                     | Carrie Underwood                     | 1              | 2012 | Solo       | ♀       | 18 december 2012                               | 300 Wii Points |
| "Want U Back"                       | Cher Lloyd feat. Astro               | 1              | 2012 | Solo       | ♀       | 11 december 2012                               | 300 Wii Points |
| "We R Who We R"                     | Ke$ha                                | 2              | 2010 | Solo       | ♀       | 22 januari 2013                                | 300 Wii Points |
| "Oath"                              | Cher Lloyd feat. Becky G             | 2              | 2012 | Duet       | ♀/♀     | 22 januari 2013                                | 300 Wii Points |
| "Boom"*/(3)                         | MC Magico and Alex Wilson            | 2              | 2005 | Solo       | ♀       | 22 January 2013                                | 300 Wii Points |
| "The Lazy Song" (2014D)             | Bruno Mars                           | 1              | 2010 | Solo       | ♂       | 5 mars 2013                                    | 300 Wii Points |
| "Gold Dust"                         | DJ Fresh                             | 2              | 2010 | Solo       | ♂       | 5 mars 2013                                    | 300 Wii Points |
| "Professor Pumplestickle" (2D)/(3D) | Nick Phoenix and Thomas J. Bergersen | 3              | 2006 | Duet       | ♂/♂     | 5 mars 2013                                    | 300 Wii Points |
| "Die Young" (2014D)                 | Ke$ha                                | 3              | 2012 | Duet       | ♀/♀     | 2 april 2013                                   | 300 Wii Points |
| "Primadonna"                        | Marina and the Diamonds              | 2              | 2012 | Solo       | ♀       | 2 april 2013                                   | 300 Wii Points |
| "Baby Girl" (2)/(3D)/(BG)           | Reggaeton                            | 2              | 2003 | Solo       | ♂       | 2 april 2013                                   | 300 Wii Points |

- En "*" visar att sången är en cover-version, inte originalet.
- En "(P)" visar att sången är endast tillgängligt för nedladdning i PAL-regionerna.
- En "(H)" visar att sången är även med i The Hip Hop Dance Experience.
- En "(JWiiU)" visar att sången är även med i Just Dance Wii U.
- En "(4)" visar att sången är även med i Just Dance 4.
- En "(4D)" visar att sången var även ett DLC i Just Dance 4.
- En "♀**" och/eller "♂**" visar att dansaren/dansarna är en återkommande dansare, men har andra kläder.
- Svårighetsgrads-nivån i dessa hakparentes "[ ]" visar sångens nivå (JWiiU).

### PlayStation 3
DLC:s till PS3 är regionlåsta (till exempel DLC:s köpta från amerikanska PSN Store kommer inte att fungera på en Region 3-skiva).
| Sång                                | Artist                               | Svårighetsgrad | År   | Spelarläge | Dansare | Releasedatum                                    | Pris  |
| ----------------------------------- | ------------------------------------ | -------------- | ---- | ---------- | ------- | ----------------------------------------------- | ----- |
| "Part of Me" (2014D)/(JWiiU)        | Katy Perry                           | 4 [Medium]     | 2012 | Solo       | ♀       | October 23, 2012                                | $2.99 |
| "You Make Me Feel..."               | Cobra Starship feat. Sabi            | 2              | 2011 | Solo       | ♀       | October 23, 2012 (PAL), January 29, 2013 (NTSC) | $2.99 |
| "Gangnam Style" (2014D)/(JWiiU)     | PSY                                  | 3              | 2012 | Duet       | ♂/♀-♂-♀ | November 27, 2012                               | $2.99 |
| "Funhouse"                          | Pink                                 | 3              | 2009 | Solo       | ♀       | November 27, 2012                               | $2.99 |
| "Dagomba" (2)/(3D)/(BG)/(J)         | Sorcerer                             | 2              | 2003 | Solo       | ♂       | November 27, 2012                               | $2.99 |
| "One Thing" (K2014)                 | One Direction                        | 1              | 2012 | Duet       | ♀/♂     | December 18, 2012                               | $2.99 |
| "Heavy Cross"                       | Gossip                               | 2              | 2009 | Solo       | ♀       | December 18, 2012                               | $2.99 |
| "Hit the Lights" (K2014)            | Selena Gomez & The Scene             | 2              | 2012 | Solo       | ♀       | December 18, 2012                               | $2.99 |
| "So Glamorous"                      | The Girly Team                       | 2              | 2012 | Solo       | ♀       | December 18, 2012                               | $2.99 |
| "Good Girl" (P)                     | Carrie Underwood                     | 1              | 2012 | Solo       | ♀       | December 18, 2012                               | $2.99 |
| "Want U Back"                       | Cher Lloyd feat. Astro               | 1              | 2012 | Solo       | ♀       | December 18, 2012                               | $2.99 |
| "We R Who We R"                     | Ke$ha                                | 2              | 2010 | Solo       | ♀       | January 22, 2013                                | $2.99 |
| "Oath"                              | Cher Lloyd feat. Becky G             | 2              | 2012 | Duet       | ♀/♀     | January 22, 2013                                | $2.99 |
| "Boom"*/(3)                         | MC Magico and Alex Wilson            | 2              | 2005 | Solo       | ♀       | January 22, 2013                                | $2.99 |
| "The Lazy Song"                     | Bruno Mars                           | 1              | 2010 | Solo       | ♂       | March 5, 2013                                   | $2.99 |
| "Gold Dust"                         | DJ Fresh                             | 2              | 2010 | Solo       | ♂       | March 5, 2013                                   | $2.99 |
| "Professor Pumplestickle" (2D)/(3D) | Nick Phoenix and Thomas J. Bergersen | 3              | 2006 | Duet       | ♂/♂     | March 5, 2013                                   | $2.99 |
| "Die Young"                         | Ke$ha                                | 3              | 2012 | Duet       | ♀/♀     | March 29, 2013 (NTSC), April 2, 2013 (PAL)      | $2.99 |
| "Primadonna"                        | Marina and the Diamonds              | 2              | 2012 | Solo       | ♀       | March 29, 2013 (NTSC), April 2, 2013 (PAL)      | $2.99 |
| "Baby Girl" (2)/(3D)/(BG)           | Reggaeton                            | 2              | 2003 | Solo       | ♂       | March 29, 2013 (NTSC), April 2, 2013 (PAL)      | $2.99 |

- En "*" visar att sången är en cover-version, inte originalet.
- En "(P)" visar att sången endast är tillgängligt för nedladdning i PAL-regionerna.
- En "(H)" visar att sången även finns med i The Hip Hop Dance Experience.
- En "(JWiiU)" visar att sången  finns även med i Just Dance Wii U.
- En "(4)" visar att sången finns även med i Just Dance 4.
- En "(4D)" visar att sången var även ett DLC i Just Dance 4.
- En "♀**" and/or "♂**" visar att dansaren/dansarna är en återkommande dansare, men har andra kläder.
- Svårighetsgrads-nivåerna i dessa parentes "[ ]" visar sångens nivå (JWiiU).

### Wii U
DLC:s till Wii U endast hittas i Nintendo eShop.
| Song                                | Artist                               | Difficulty | Year | Mode | Dancer(s) | Release Date                                   | Cost  |
| ----------------------------------- | ------------------------------------ | ---------- | ---- | ---- | --------- | ---------------------------------------------- | ----- |
| "Part of Me" (2014D)/(JWiiU)        | Katy Perry                           | 4 [Medium] | 2012 | Solo | ♀         | January 3, 2013 (PAL), January 24, 2013 (NTSC) | $3.00 |
| "Gangnam Style" (2014D)/(JWiiU)     | PSY                                  | 3          | 2012 | Duet | ♂/♀-♂-♀   | January 3, 2013 (PAL), January 24, 2013 (NTSC) | $3.00 |
| "Funhouse"                          | Pink                                 | 3          | 2009 | Solo | ♀         | January 3, 2013 (PAL), January 24, 2013 (NTSC) | $3.00 |
| "So Glamorous"                      | The Girly Team                       | 2          | 2012 | Solo | ♀         | January 3, 2013 (PAL), January 24, 2013 (NTSC) | $3.00 |
| "One Thing" (K2014)                 | One Direction                        | 1          | 2012 | Duet | ♀/♂       | February 15, 2013                              | $3.00 |
| "Heavy Cross"                       | Gossip                               | 2          | 2009 | Solo | ♀         | February 15, 2013                              | $3.00 |
| "Hit the Lights" (K2014)            | Selena Gomez & the Scene             | 2          | 2012 | Solo | ♀         | February 15, 2013                              | $3.00 |
| "Dagomba" (2)/(3D)/(BG)/(J)         | Sorcerer                             | 2          | 2003 | Solo | ♂         | February 15, 2013                              | $3.00 |
| "Good Girl" (P)                     | Carrie Underwood                     | 1          | 2012 | Solo | ♀         | February 15, 2013                              | $3.00 |
| "We R Who We R"                     | Ke$ha                                | 2          | 2010 | Solo | ♀         | February 21, 2013                              | $3.00 |
| "You Make Me Feel..."               | Cobra Starship feat. Sabi            | 2          | 2011 | Solo | ♀         | February 21, 2013                              | $3.00 |
| "Oath"                              | Cher Lloyd feat. Becky G             | 2          | 2012 | Duet | ♀/♀       | February 21, 2013                              | $3.00 |
| "Boom"*/(3)                         | MC Magico and Alex Wilson            | 2          | 2005 | Solo | ♀         | February 21, 2013                              | $3.00 |
| "The Lazy Song"                     | Bruno Mars                           | 1          | 2010 | Solo | ♂         | March 7, 2013                                  | $3.00 |
| "Gold Dust"                         | DJ Fresh                             | 2          | 2010 | Solo | ♂         | March 7, 2013                                  | $3.00 |
| "Professor Pumplestickle" (2D)/(3D) | Nick Phoenix and Thomas J. Bergersen | 3          | 2006 | Duet | ♂/♂       | March 7, 2013                                  | $3.00 |
| "Die Young"                         | Ke$ha                                | 3          | 2012 | Duet | ♀/♀       | April 18, 2013                                 | $3.00 |
| "Primadonna"                        | Marina and the Diamonds              | 2          | 2012 | Solo | ♀         | April 18, 2013                                 | $3.00 |
| "Baby Girl" (2)/(3D)/(BG)           | Reggaeton                            | 2          | 2003 | Solo | ♂         | April 18, 2013                                 | $3.00 |

- En "*" visar att sången är en cover-version, inte originalet.
- En "(P)" visar att sången är endast tillgängligt för nedladdning i PAL-regionerna.
- En "(H)" visar att sången även finns med i The Hip Hop Dance Experience.
- En "(JWiiU)" visar att sången även finns med i Just Dance Wii U.
- En "(4)" visar att sången finns även med i Just Dance 4.
- En "(4D)" visar att sången var även ett DLC i Just Dance 4.
- En "♀**" och/eller "♂**" visar att dansaren/dansarna är en återkommande dansare, men har andra kläder.
- Svårighetsgrads-nivåerna i dessa parentes "[ ]" visar sångens nivå (JWiiU).

Notis: "You Make Me Feel..." i Wii- och Xbox Kinect-versionern (NTSC-regionerna) är endast tillgängliga som nedladdningsbara om det inte har blivit upplåst med en exklusiv Cheetos-kod.